# Christian Daniel Rauch
Christian Daniel Rauch (Bad Arolsen, 2. siječnja 1777. – Dresden, 3. prosinca 1857.), njemački kipar
Boraveći u Rimu orijentirao se prema klasicizmu. U Berlinu i Bavarskoj radio je u mramoru i bronci javne i nadgrobne spomenike, alegorijske figure, portretna poprsja. Glavno djelo mu je spomenik Fridrika Velikog u Berlinu. Njegov smisao za stvarnost slijedio je velik broj njegovih učenika, koji zajedno s njim čine berlinsku kiparsku školu. 